# Réarmement moral
Le Réarmement moral (abrégé en français RAM, en anglais MRA, pour Moral Re-Armament) est un mouvement international qui a existé de 1938 à 2001. Il s'est développé à partir des Groupes d'Oxford, mouvement chrétien essentiellement anglo-saxon fondé dans les années 1920 par le pasteur américain Frank Buchman, et est devenu un réseau international, en grande partie informel, de personnes de toutes confessions et de toutes origines, qui s'est illustré à plusieurs reprises dans le domaine de la réconciliation entre les peuples ou dans le domaine social, en travaillant pour la tolérance et la compréhension mutuelle par le changement personnel. Après avoir été critiqué pour son anti-communisme, le mouvement du Réarmement moral, désormais dirigé de manière collégiale, a été renommé Initiatives et Changement en 2001, signalant ainsi qu'il s'éloignait de ses origines religieuses et de son passé idéologique.

## Historique

### Lancement
En 1938, le monde fait face à la « montée des périls », sur fond de crise économique mondiale. Très bien informé des réalités, notamment allemandes, le pasteur Buchman, qui est alors le leader respecté d'un mouvement chrétien international appelé Groupes d'Oxford, est convaincu que le réarmement militaire allemand conduira à une guerre catastrophique. Lors d'un meeting réunissant 3 000 personnes à l'hôtel de ville de East Ham, à Londres, le 29 mai 1938, il lance alors une campagne pour le « réarmement moral ». « La crise est essentiellement d'ordre moral, dit-il dans ce discours ; il faut que les nations se réarment moralement. Car le redressement moral est le précurseur indispensable du redressement économique. (...) Le redressement moral, loin d'engendrer les crises, crée la confiance et l'unité dans chaque phase de la vie ».
La formule rencontre immédiatement un grand succès, et de nombreuses personnalités britanniques y souscrivent publiquement. Le grand champion de tennis britannique Bunny Austin fait paraître le livre Moral Rearmament (The Battle for Peace), qui se vend à 500 000 exemplaires.

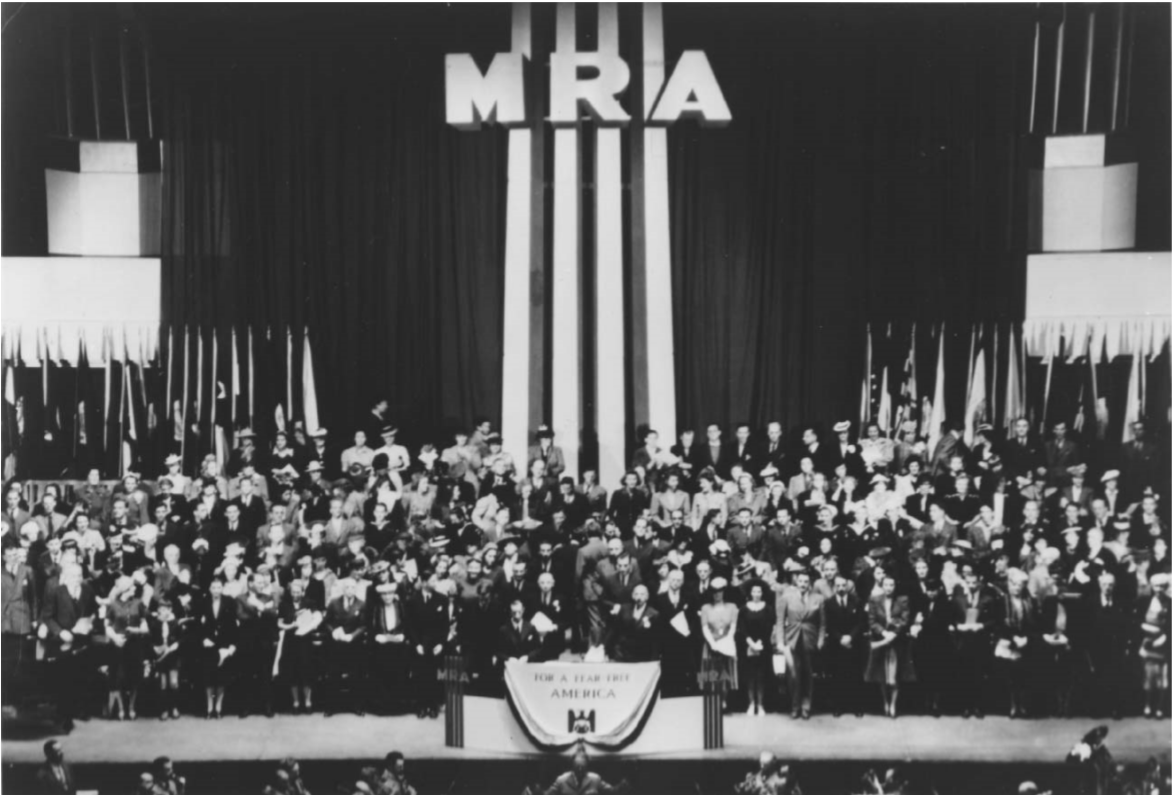
Lancement du Réarmement moral à New-York au Madison Square Garden en 1939 (vue de la scène du théâtre).

L'accueil est le même aux États-Unis quelques semaines plus tard. Le maire de New York déclare que la semaine du 7 au 14 mai sera la « semaine du Rearmement Moral » (MRA week) et 14 000 personnes se rendent au Madison Square Garden le 14 mai 1939 pour le lancement du Réarmement moral dans le pays. Trois semaines plus tard, une deuxième réunion de lancement a lieu à Constitution Hall à Washington, qui reçoit un message de soutien de la part de 240 députés britanniques. Enfin, le 19 juillet 1939, au Hollywood Bowl de Los Angeles, 30 000 personnes assistent au lancement du Réarmement moral en Californie.
Le Réarmement moral se développe aussi dans plusieurs pays d'Europe continentale, notamment ceux où des Groupes d'Oxford existaient : la France, la Suisse, les Pays-Bas, l'Allemagne et les pays scandinaves. Le 1er septembre 1938, une « assemblée mondiale » du Réarmement moral réunit à Interlaken, dans le canton de Berne, des participants de toute l'Europe. Le Réarmement moral est également présent dans la plupart des pays de culture anglo-saxonne, où les développements en Grande-Bretagne et aux États-Unis se répercutent : Australie, Canada, Nouvelle-Zélande, Afrique du Sud, Nigeria, Kenya et Rhodésie (futur Zimbabwe). Le Réarmement moral s'illustrera en Australie pour son action en faveur de la réconciliation avec les peuples aborigènes, notamment avec l'action menée par l'homme politique travailliste Kim Beazley, et au Zimbabwe dans la transition sans violence vers l'indépendance.

### Deuxième Guerre mondiale
Lorsque la guerre éclate, beaucoup de ceux qui étaient actifs dans la campagne pour le Réarmement moral rejoignent les forces armées. D'autres travaillent dans la société civile pour renforcer le moral des populations. Le livret et surtout la revue musicale You can defend America créée en 1941 quelques semaines avant l'attaque de Pearl Harbour marquent particulièrement les esprits,. Un autre spectacle, une pièce de théâtre créée en 1940, The Forgotten Factor (« L'élément oublié »), écrite par Alan Thornhill, est donnée au théâtre de Mackinac Island dans le Michigan ; traduite en 12 langues, elle sera vue par quelque 850 000 personnes en 10 ans.
Le Réarmement moral est aussi actif pour surmonter les difficultés sociales qui handicapent en particulier les industries préparant l'effort de guerre américain. Le sénateur et futur président Harry Truman, président du comité Truman du Sénat enquêtant sur les contrats de guerre, lui rend cet hommage lors d'une conférence de presse tenue à Washington en 1943 : « Les soupçons, les rivalités, l'apathie et la cupidité sont à l'origine de la plupart des goulots d'étranglement. C'est là qu'intervient le groupe du Réarmement moral. Là où d'autres ont juste pris leurs distances et émis des critiques, eux ont retroussé leurs manches et se sont mis au travail. Ils ont déjà obtenu des résultats remarquables en développant le travail en équipe dans l'industrie, sur le principe de « ce qui est juste » et non de « qui a raison » (not « who's right » but « what's right ») ».
En Angleterre puis en Amérique, une polémique naît en 1940 à partir des attaques de Tom Driberg dans le Daily Express et du journal communiste Daily Worker, qui font ressortir que 29 des membres de l'équipe du Réarmement moral qui travaillent en Amérique sont des citoyens britanniques en âge de combattre qui ne devraient pas être exemptés de leur devoir militaire. À son arrivée au ministère du travail, malgré la très vive opposition des milieux d'église qui provoque un débat à la Chambre des communes et un autre à la Chambre des lords, Ernest Bevin fait annuler la disposition légale qui permettait cette exemption et, en 1941, les intéressés rentrent au Royaume-Uni ou bien s'engagent sur place dans l'armée américaine. Un effet imprévu de cette violente polémique très dommageable au Réarmement moral est le « retournement » du journaliste anglais Peter Howard, qui est d'abord très critique du Réarmement moral mais qui, après avoir mené une enquête personnelle, se découvre en accord profond avec le mouvement. Lorsque le Daily Express refuse de publier sa réponse à Tom Driberg, il écrit et publie un pamphlet en défense du Réarmement moral, Innocent Men, qui se vendra à 155 000 exemplaires.

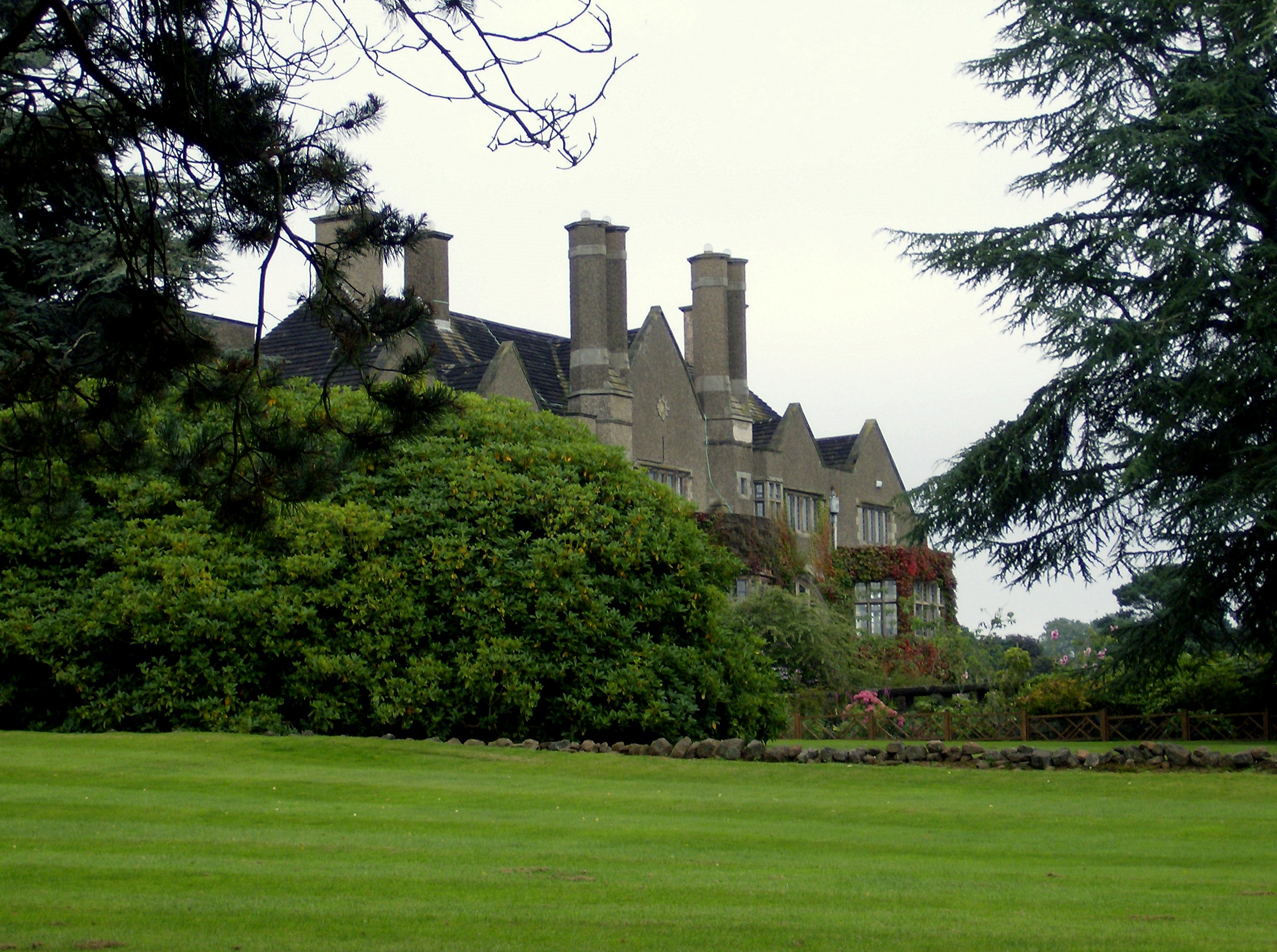
Tirley Garth.

Par ailleurs, au moment où, en 1940, les administrations et les sièges sociaux des entreprises quittent Londres pour échapper au Blitz et trouver refuge dans les campagnes, Irene Prestwitch, héritère d'un industriel du textile, met à la disposition du Réarmement moral son vaste manoir de Tirley Garth (en), près de Chester dans le Cheshire, qui restera une base pour le mouvement jusqu'en 2002.
Le Réarmement moral est réprimé dans tous les pays occupés par l'Allemagne nazie. En Norvège et aux Pays-Bas, ses dirigeants sont emprisonnés. En 1945, après la chute du régime nazi, un rapport de 126 pages de la Gestapo sur Buchman, le Groupe d'Oxford et le Réarmement moral est découvert. Ce document dénonce Buchman et le Réarmement moral pour « avoir adopté sans ambiguïté une opposition frontale au national-socialisme… Il prêche la révolution contre l'État national et est devenu de toute évidence son adversaire chrétien. »

### Après-guerre

Vue de Caux en 1948 avec les principaux bâtiments rachetés par le Réarmement moral en 1946 : le Caux-Palace, au premier plan, le Grand Hôtel, au-dessus, et l'hôtel Villa Maria à gauche derrière le palace.

Le Réarmement moral a été qualifié par un chercheur comme « l’organisation non-gouvernementale qui a eu l’impact le plus fort en Europe à la fin des années 1940. »
À la fin de la guerre, les travailleurs du Réarmement moral reprennent leurs activités dans différents pays et entreprennent de créer les conditions d'une paix durable. L'appui des autorités américaines et anglaises qui occupent une partie de l'Europe va permettre de faire sortir les premières délégations d'Allemagne pour participer aux rencontres internationales organisées par le Réarmement moral dès 1946, notamment à Caux en Suisse où 90 familles suisses engagées dans le Réarmement moral (et précédemment dans le Groupe d'Oxford) viennent d'acheter et de lancer la restauration du Caux-Palace, un grand hôtel abandonné à Caux, au-dessus de Montreux, qui devient un centre de rencontre international travaillant à la réconciliation européenne.
Des milliers de personnes en provenance de tous les pays européens y viennent au cours des années suivantes, dont le chancelier allemand Konrad Adenauer et le ministre français des Affaires étrangères Robert Schuman. Frank Buchman reçoit la Croix de Chevalier de la Légion d'honneur du gouvernement français, ainsi que la Grand-Croix allemande de l'Ordre du mérite en raison de la contribution faite par le Réarmement moral à la cause de la réconciliation franco-allemande. L'historien Edward Luttwak décrit ce travail comme « une contribution significative à la mise en œuvre et au succès du Plan Monnet, un accomplissement qu'il ne faut pas sous-estimer étant donné l'impact important du moindre retard ou de la moindre accélération apportée à la réconciliation franco-allemande pendant ces années critiques ». Parmi les nombreuses personnalités suisses qui soutiennent ces développements, on trouve Henry Vallotton, président du groupe radical au Conseil national, le général Henri Guisan, le président du CICR Max Huber, Gottlieb Duttweiler (fondateur de la Migros), le professeur Theophil Spoerri ou le syndicaliste Lucien Tronchet.
Pendant cette période, le Réarmement moral développe aussi sa production de pièces de théâtre et de comédies musicales, médias particulièrement efficaces pour transmettre l'appel du mouvement au changement personnel. Bien que plusieurs de ces œuvres soient censées être le produit du travail d’un groupe (selon les cas, groupe de jeunes japonais, d'étudiants sud-américains, de mineurs allemands ou de dockers brésiliens), Peter Howard est le principal auteur de ces pièces. Au total, il sera l’auteur de 14 productions théâtrales ou musicales. Dans l'immédiat après-guerre les principales productions du Réarmement moral sont : Ideas have legs (1947) et The Good Road (1947). Une formation internationale structurée, destinée aux étudiants, est également montée à partir de 1948 sous le nom de The College of the Good Road. Elle allie des périodes d'études et de travail personnel selon un curriculum précis, et des périodes de voyage et de témoignage dans les pays d'Europe.
En France, un meeting du Réarmement moral rassemble plus de 2 000 personnes pendant 3 jours au Touquet en octobre 1948. La revue musicale La bonne route y est donnée, et Paul Misraki, qui en est l'un des compositeurs, est présent. En 1952, l'intellectuel Didier Lazard publie une brochure Le Réarmement moral, une idéologie en marche où il exprime en quelques pages sa vision de cette « révolution spiritualiste de masse ». En 1958, le célèbre philosophe Gabriel Marcel préface et édite un livre, Un Changement d'Espérance, à la rencontre du Réarmement moral, qui réunit notamment les témoignages d'un leader socialiste français, d'un docker brésilien, d'un chef tribal africain, d'un moine bouddhiste ou d'un industriel canadien qui tous ont trouvé une nouvelle approche grâce au RAM. Ce livre a été traduit en anglais, sous le titre Fresh Hope for the World.

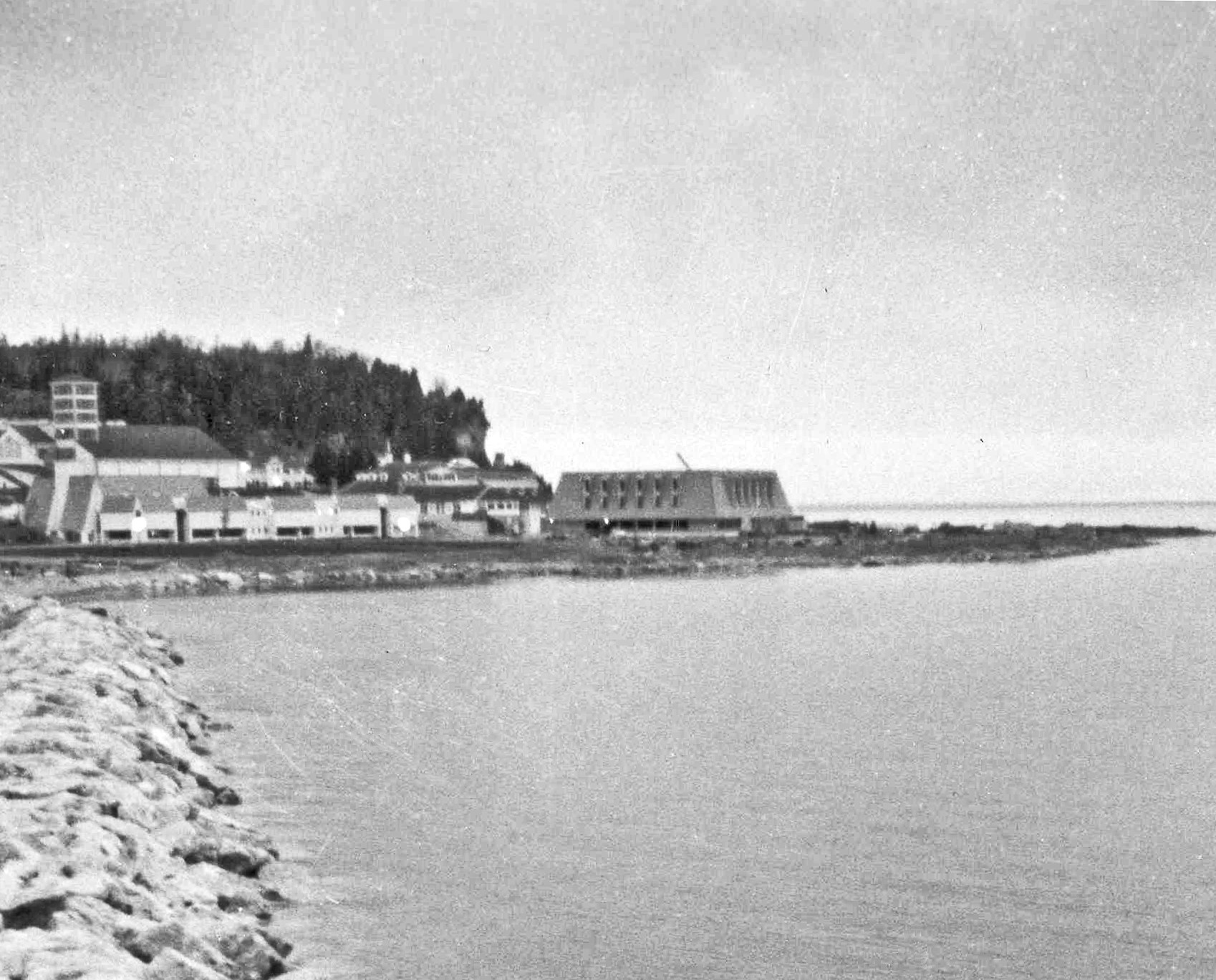
Vue partielle du centre de conférences de Mission Point, sur Mackinac Island, avec à gauche le bâtiment du studio d'enregistrement construit en 1960 et à droite la bibliothèque Peter Howard Memorial Library, construite en 1967 et détruite à la fin des années 1980.

Aux États-Unis, le Réarmement moral a commencé à tenir des conférences régulières sur l'île de Mackinac, dans le Michigan, en 1942, d'abord dans un hôtel loué, puis au Grand Hôtel. Au début des années 1950, le mouvement acquiert grâce à des dons une propriété foncière considérable sur l'île. Entre 1954 et 1960, avec l'aide de volontaires internationaux, le Réarmement moral américain construit un vaste centre de formation comprenant en outre un théâtre et un studio d'enregistrement cinématographique qui sera utilisé pour la production de films tels que The Crowning Experience, Voice of the Hurricane ou Decision at Midnight.
En Grande-Bretagne, 2 857 dons individuels permettent de financer l'achat du Westminster Theater à Londres, en tant que mémorial vivant de ses membres, hommes et femmes, morts en service de guerre. De nombreux militaires ont donné leur solde de fin de service. Au cours des 50 années suivantes, le Westminster Theater présente une multitude de pièces de théâtre et de comédies musicales axées sur les fondations morales et spirituelles nécessaires à une société juste et démocratique. L'une des plus connues est la pièce costumée Give a Dog a Bone (en version française « Le chien, son os et moi »), qui a été donnée durant la saison de Noël pendant de nombreuses années.
Mais c'est en Allemagne que le Réarmement moral conduit après-guerre l'une de ses plus vastes campagnes. Le 9 octobre 1948, un groupe international comptant 260 personnes part de Zurich en bus en direction d'Ulm puis de Munich. Pendant près de quatre ans, une centaine de personnes du Réarmement moral vont se rendre dans toutes les régions et les villes du pays, où, pour beaucoup d'Allemands, leur visite marque la réouverture de l'Allemagne au monde extérieur. La pièce L'Élément oublié est jouée des centaines de fois, les radios interviewent des membres du groupe qui compte notamment d'anciens résistants au nazisme, par exemple les Norvégiens Leif Hovelsen et Jens Wilhelmsen ou la Française Irène Laure.
Dans les régions industrielles telles que la Ruhr, le Réarmement moral séduit de nombreux syndicalistes communistes, y compris parmi les cadres locaux du Parti qui y voient un accomplissement de l'idéal de fraternité socialiste, ce qui a le mérite d'irriter les responsables communistes nationaux (qui font rapidement exclure les dissidents du Parti) et de combler d'aise Konrad Adenauer, qui a été, avec d'autres responsables politiques allemands, l'un des demandeurs de cette campagne. Adenauer n'hésite pas à attribuer une influence sans doute exagérée au mouvement lorsqu'il déclare, constatant que la part des communistes est passée de 73 % à 8 % dans les élections professionnelles dans la Ruhr entre 1948 et 1952 : « J’ai suivi le travail du Réarmement moral de près depuis de nombreuses années et je le soutiens complètement. Le succès qu’il a rencontré dans la Ruhr m’a apporté la preuve de son efficacité. »  Des groupes de mineurs de la Ruhr font ultérieurement avec le Réarmement moral des visites en France qui renforcent la dynamique de réconciliation franco-allemande comme par exemple la cérémonie de 1960 au Mont Valérien en présence de Madame Anthonioz-de Gaulle.
En Belgique, le Réarmement moral est fondé par le Lieutenant-Général André Lesaffre, qui l'avait rencontré dans un camp de prisonniers en Allemagne. Des personnalités belges comme Paul-Henry Spaak ou Jean Rey en ont été proches. Au début des années 1980, des membres du Réarmement moral organisent des réunions pour tenter de rapprocher les communautés flamandes et francophones.

### Expansion mondiale

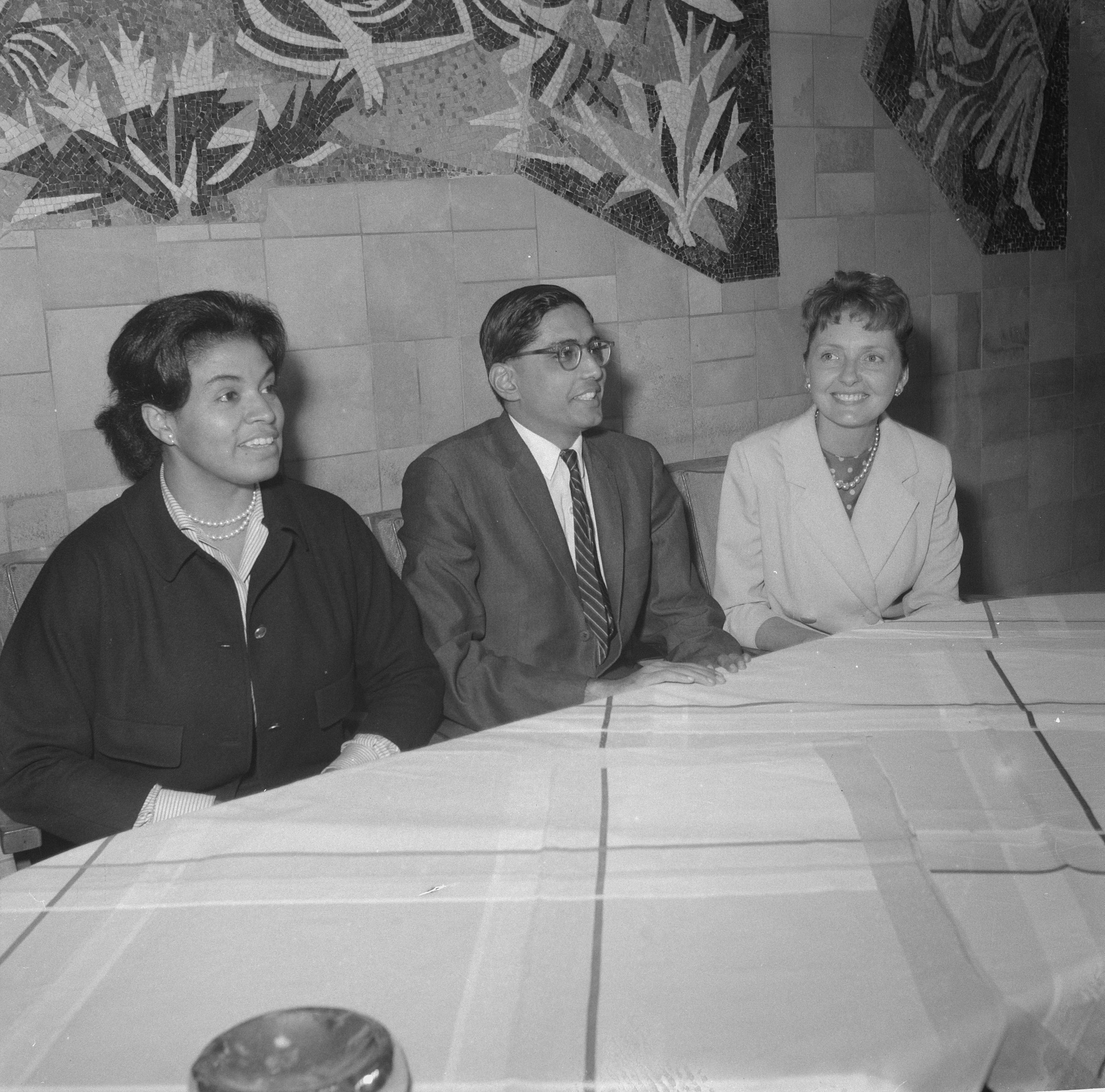
L'artiste lyrique Muriel Smith et l'actrice Ann Buckles en mission pour le Réarmement moral, ici avec Rajmohan Gandhi à Schiphol aux Pays-Bas, en 1960.

Dans les années qui suivent la Seconde Guerre mondiale, le Réarmement moral envoie des « task forces » aux quatre coins du monde pour y transmettre son message, en utilisant notamment des pièces de théâtre et des revues musicales mettant l'accent sur la coopération, l'honnêteté et le respect mutuel entre groupes opposés. Parmi les productions théâtrales et musicales de cette époque, il y a Jotham Valley (1951), The Vanishing Island (1955), Freedom, écrit par des Africains et qui traite de la question de la décolonisation (1955), The Crowning Experience (1957), The Turning of The Tide (1958), Hoffnung, écrit en allemand avec le concours d'ouvriers de la Ruhr (1960), The Tiger, qui part de la situation insurrectionnelle au Japon en 1960 et donne la parole à des « révolutionnaires japonais » (1960). Certaines de ces pièces font de longues tournées internationales.
Quoique pasteur, Frank Buchman est pendant cette période un pionnier des initiatives multiconfessionnelles. Pour lui, « le Réarmement moral est la bonne route d'une idéologie inspirée de Dieu sur laquelle tous peuvent s'unir. Catholiques, juifs et protestants, hindous, musulmans, bouddhistes et confucianistes - tous découvrent qu'ils peuvent changer, lorsque c'est nécessaire, et qu'ils peuvent voyager ensemble sur cette bonne route ».
Ces idées séduisent de nombreux pays africains et asiatiques qui s'acheminaient alors vers l'indépendance. Les dirigeants de ces luttes pour l'indépendance ont rendu hommage au Réarmement moral pour avoir contribué à réaliser l'unité entre les groupes en conflit et pour avoir facilité la transition vers l'indépendance. En 1956, le roi Mohammed V du Maroc envoie ce message à Buchman : « Je vous remercie pour tout ce que vous avez fait pour le Maroc au cours de ces dernières années d'épreuves. Le Réarmement moral doit devenir pour nous musulmans une aide autant qu'il l'est pour vous chrétiens et pour toutes les nations ». En 1960, l'archevêque Makarios et le Dr Fazıl Küçük, respectivement président chrétien et vice-président musulman de la république de Chypre, envoient conjointement le premier drapeau de Chypre indépendante à Frank Buchman à Caux en reconnaissance de l'aide du RAM dans le processus d'indépendance.
Le Réarmement moral est alors en mesure, en s'appuyant sur des équipes locales, d'ouvrir des centres de rencontres à Odawara, au Japon, en 1961,, à Panchgani, en Inde, en 1968 et à Pétropolis, au Brésil. Le chercheur David Belden estime qu'en 1960 le Réarmement moral comptait 3 000 permanents (indépendants non salariés), quelque 4 à 7 000 adhérents engagés et probablement au moins 100 000 sympathisants.
À partir de 1960, date de création du studio d'enregistrement de Mackincac, de nombreuses productions créées pour le théâtre sont filmées, ce qui donne lieu à une production cinématographique abondante, dont les vedettes sont, entre autres, Muriel Smith et Ann Buckles,.

### Peter Howard et la période anti-communiste

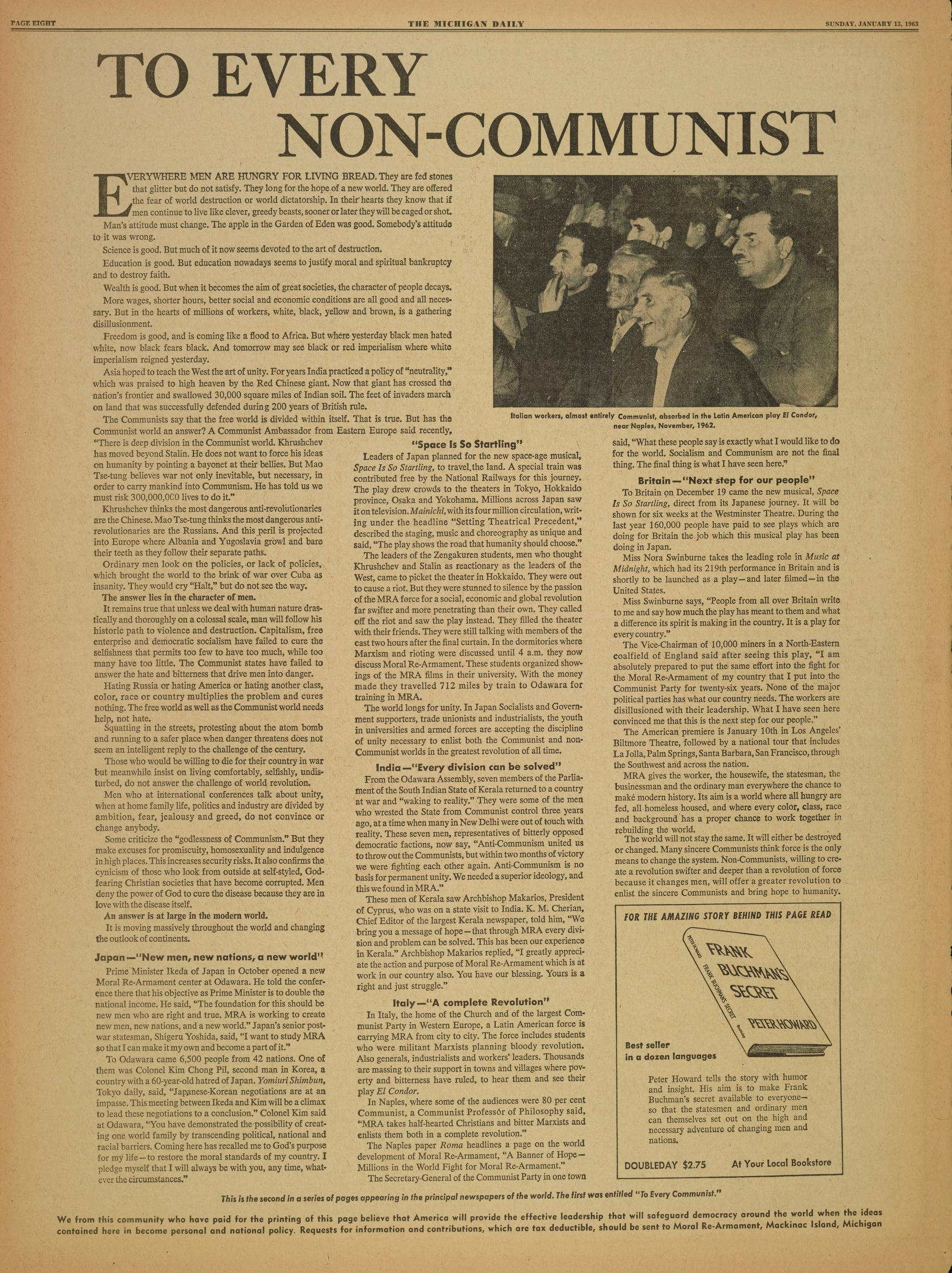
Exemple de publicité pleine page publiée par le Réarmement moral entre 1961 et 1965, ici en 1963 dans The Michigan Daily.

Au décès de Frank Buchman en 1961, lui succède le journaliste et écrivain anglais Peter Howard, qui décèdera à son tour en 1965. En journaliste et publiciste à la plume acérée, Howard donne au mouvement une exposition médiatique accrue et une tonalité très incisive et beaucoup plus conservatrice, d'une part sur le plan moral, en se prononçant par exemple publiquement contre « l'homosexualité, le lesbianisme, l'adultère et tous les mensonges selon lesquels un péché n'en est plus un à partir du moment où suffisamment de gens aiment à le commettre », et d'autre part sur le plan politique, où il invoque volontiers la lutte idéologique qui opposerait le Réarmement moral et le communisme, abandonnant de ce fait le langage œcuménique caractéristique de Frank Buchman. C'est à cette époque que paraissent dans différents pays du monde des publicités en pleine page dans les grands journaux dans le but de diffuser le message du Réarmement moral, laissant la tonalité conservatrice et anti-communiste de Peter Howard dans toutes les mémoires,.
Ces proclamations retentissantes d'idées anglo-saxonnes passent plus ou moins bien dans les cultures d'autres pays et font même, en Suisse, l'objet d'un conflit spectaculaire avec la Gazette de Lausanne qui écorne sérieusement la réputation du Réarmement moral dans ce pays. Une campagne menée par le Parti ouvrier et populaire vaudois vaut alors au Réarmement moral suisse d'être privé de son exonération fiscale par décision du Conseil d'Etat vaudois en 1964, ce qui conduit le Réarmement moral suisse à transférer son siège dans le canton de Lucerne. Moins exposée aux campagnes des partis de gauche et sensible à la bonne réputation du Réarmement moral, notamment depuis que l'entreprise lucernoise Anliker, appliquant le principe d'honnêteté absolue, a restitué des montants importants au fisc, l'administration lucernoise accorde immédiatement le statut d'exonération fiscale au Réarmement moral.
Pendant cette période, l'activité théâtrale du Réarmement moral atteint des sommets : en 1964, pas moins de 9 productions sont représentées en différents endroits du monde.

### Scission
En 1965, J. Blanton Belk et plusieurs membres du Réarmement moral américain décident d'orienter leur activité vers un programme de formation musicale pour jeunes qui leur permette d'entrer en contact avec les réalités du monde. Pour cela, les jeunes participants doivent monter des spectacles empreints d'esprit positif et de professionnalisme musical, et les présenter au cours de tournées nationales ou internationales,. Très vite, cette initiative, qui reprend une partie des idées et des méthodes du Réarmement moral tout en en réorientant complètement les buts, crée une scission dans le mouvement.
En 1968, la rupture est consommée et une nouvelle organisation, Up with People, est créée,. Celle-ci connaît des succès, notamment des représentations lors de plusieurs Super Bowls. Elle est présente dans une dizaine de pays et son siège actuel est à Denver dans le Colorado, avec des représentations à Bruxelles et à Mexico. Une  autre initiative dans le domaine de l'éducation, dont la création avait été suggérée quelques mois avant sa mort par Peter Howard, était le Mackinac College (en), une université d'arts libéraux (liberal arts college), implantée à Mackinac. Ouverte en 1965 avec un effectif de 120 étudiants, elle fut victime de la division du mouvement qui toucha le corps professoral et sa dernière promotion reçut son diplôme en 1970.
La branche sud-américaine de Up with people, d'abord connue sous le nom de Viva la gente, est rebaptisée Gente que Avanza en 1998 et se rapproche du Réarmement moral. Reconnue dès 1972 par le Ministère urugayen de l'Éducation et de la Culture, elle poursuit son activité de manière autonome, « en articulant une vision de la vie par le chant, la danse, les ateliers et le partage d'expériences personnelles » afin de « promouvoir une nouvelle mentalité, de développer une conscience civique plus forte, une vie communautaire constructive et des valeurs démocratiques tout en aidant les jeunes à trouver leur rôle de leader dans le monde d'aujourd'hui ».

### L'après-Howard et la fin duXXesiècle
Le Réarmement moral poursuit son action en parallèle, de manière moins médiatique étant donné que ses ressources se trouvent fortement diminuées, s'appuyant notamment sur ses bases de Londres, de Caux en Suisse et, à partir de 1968, de Panchgani en Inde, où une nouvelle dynamique s'est développée à partir de 1963 autour de Rajmohan Gandhi. Il aura encore recours à des productions audio-visuelles ou à des revues théâtrales itinérantes, mais de moindre envergure, comme India Arise (1963), Anything to Declare (1968, en français : « Il est permis de se pencher au dehors »), ou Song of Asia (1975).
Sans leader mondial incontesté, sans structure de coordination internationale et privé d’une bonne partie des ressources dont il avait bénéficié jusqu’au milieu des années 1960, le Réarmement moral revient à partir de 1965 à des initiatives diversifiées en fonction des centres d’intérêt de ses équipes et groupes locaux ou nationaux. La dimension nécessairement plus réduite de ces initiatives en ordre dispersé est en total contraste avec les années d’ultra-médiatisation de 1938 à 1965.
Ces initiatives concernent le plus souvent la formation civique, la consolidation de la paix, le dialogue et l’éthique dans le domaine économique et abordent les thèmes de la démocratie, des droits de l'homme, du multiculturalisme, de la sécurité économique. En voici quelques-unes :

#### Civisme et intégrité, formation morale
- Des campagnes en vue d'élections « propres » (c'est-à-dire exemptes de corruption) ont été lancées par le Réarmement moral à Taïwan, au Brésil et au Kenya[70].
- Le Caux Scholars Program, un cycle d’étude en partie résidentiel à Caux, est lancé en 1991 en Suisse[70].
- Le programme Foundations for Freedom (« Fondations pour la Liberté »), lancé en 1993, a permis de former des milliers de jeunes Européens de l’Est - confrontés aux questions que pose le changement d’organisation de leur société - aux fondements éthiques sous-jacents à toute société démocratique[71]. Le programme se transformera en association de droit ukrainien quelques années plus tard[72].
- Les programmes du centre de rencontres de Caux comportent également de nombreux modules destinés aux jeunes. Le centre de Panchgani est dès l'origine conçu pour être un centre de formation[73].

#### Consolidation de la paix
Les interventions du Réarmement moral dans ce domaine, parfois le fait de quelques personnes seulement, concernent une grande variété de situations : 
- en 1968-1969, l’apaisement du conflit interculturel dans le Haut-Adige, région italienne en partie germanophone[74],
- en 1977-1980, médiation permettant un processus d’indépendance pacifique au Zimbabwe[75],
- présence dans les situations post-conflit pendant les années 1990, notamment au Liban, au Cambodge, en Afrique du Sud et au Sierra Leone[76].

#### Dialogue entre communautés ethniques dans les centres urbains
- Le souci de réconcilier les oppositions entre groupes ethniques dans le monde anglophone est une priorité pour Conrad Hunte, sportif barbadien bien connu dans le commonwealth britannique en tant que vedette du cricket. Il s'engage dans ce sens avec le Réarmement moral de 1967 à sa mort 1999, en Angleterre, en Australie, en Afrique du Sud et aux Etats-Unis[77],[78]
- Le programme américain Hope in the Cities est une initiative prise par une équipe du Réarmement moral de Richmond (Virginie). À partir de 1982, cette équipe construit son expérience sur place dans le domaine de l’énonciation de la vérité historique sur l’esclavage et la ségrégation, et des pratiques préparatrices et transformatrices des ressentiments et des divisions du présent. En 1993, l’équipe décide de lancer une conférence nationale intitulée « Healing the Heart of America ». Sept cents participants nationaux et internationaux viennent à Richmond pour cet événement, suscitant une réponse collective du gouvernement, des organisations à but non lucratif, des institutions éducatives, des groupes civiques et du secteur des affaires de Richmond qui reconnaît publiquement l'histoire raciale complexe de Richmond en participant à une marche de l'unité ou « marche à travers l’histoire »[70]. Les méthodes de travail développées par ce programme ont été intégrées au document signé par le président Bill Clinton en mars 1998 et diffusé par la Maison Blanche comme guide pour le dialogue interracial et intercommunautaire[79]. Le programme a à présent essaimé dans plusieurs autres États américains et en dehors des États-Unis (Canada, Royaume-Uni, Australie, Afrique du Sud, Brésil et Inde.)[80].
- Des initiatives similaires mais de moindre envergure sont prises en Angleterre et en France[81].

#### Dialogue et éthique dans le domaine économique
- En France comme en Angleterre, en Allemagne ou aux États-Unis ou encore en Inde[82], le Réarmement moral se préoccupe de rétablir les conditions d’un dialogue social constructif entre patronat et syndicats[83].
- 1964 : accord international sur la stabilisation des cours du jute, conclu grâce au lobbying actif de l’industriel français Robert Carmichael, membre du conseil de la Fondation de Caux[84],[85].
- 1986: les présidents de grandes entreprises européennes, japonaises et américaines réunis à Caux, dont Ryuzaburo Kaku (Canon) et Frits Philips (Philips), lancent la Table Ronde de Caux, pour éviter que les frictions commerciales ne dégénèrent en affrontements internationaux[86].
- 1994 : publication des « principes pour la conduite des affaires » (Caux Principles for Business) par la Table ronde de Caux, et développement d’une méthode d’auto-évaluation éthique destinée aux entreprises[86].

## Transformation en «Initiatives et changement»
En 2001, le Réarmement moral a changé de nom pour devenir Initiatives et Changement (I&C). Ce changement de nom parachève la transformation d'un mouvement « moral et spirituel » encore marqué par le christianisme en une ONG inclusive et non-confessionnelle. L'influence du diplomate suisse Cornelio Sommaruga, ancien président du Comité international de la Croix-Rouge, semble avoir été déterminante dans ce changement de nom et d'orientation.
En 2002 est créée Initiatives et Changement International, une organisation faîtière qui fédère dès lors les entités nationales et programmes d'Initiatives et Changement, et leur permet de s'interfacer avec des organisations internationales telles que les Nations unies et le Conseil de l'Europe. Cette organisation, association de droit suisse, a élu domicile à Caux (Vaud), en Suisse.
En 2014, Initiatives et Changement a reçu le prix Ousseimi pour la tolérance. La Fondation Ousseimi a produit une brochure décrivant le travail du Réarmement moral et, depuis 2001, d'Initiatives et changement dans la consolidation de la paix et la transformation des comportements depuis 1946.

## Principes et convictions clés
L'une des idées fondamentales du Réarmement moral était la conviction que changer le monde commence par chercher le changement en soi, et que ce changement personnel commençait par l'écoute intérieure - voix de Dieu pour certains, voix de la conscience pour d'autres. Le mouvement préconisait l'examen de conscience face à ce qu'il appelait les « quatre critères moraux absolus » (honnêteté absolue, pureté absolue, désintéressement absolu et amour absolu) et a encouragé ses membres à agir en fonction des injonctions de leur conscience, pour restituer, réparer et restaurer ce qui ressortait de cet examen de conscience, avant de s'impliquer activement dans les questions politiques et sociales.
La propagation du Réarmement moral s'appuyait en particulier sur la technique du storytelling : les participants racontaient comment leur vie avait été transformée afin de transformer les vies d'autres personnes. Ceux qui adhéraient aux idées et se lançaient dans le changement personnel étaient encouragés à former des « équipes » locales qui se rencontraient régulièrement pour des réunions de partage et d'entraide. Dès que possible, ils étaient assistés par un ou plusieurs permanents, qui décidaient de se consacrer totalement et bénévolement à ce travail et qui étaient généralement logés et soutenus financièrement par des membres de l'équipe locale.

## Organisation et gouvernance
L'une des caractéristiques déroutantes du Réarmement moral, c'est qu'il a toujours été rebelle par principe à toute notion de structure centralisée ou administrative. Des entités légales sont créées uniquement pour administrer les biens acquis ou légués et respecter les règles légales nationales ; par exemple en Suisse, la Fondation du Réarmement moral est fondée le 30 novembre 1946 pour administrer le centre de rencontres de Caux. Buchman estime en effet qu'il est primordial de se laisser guider par Dieu, dont on peut percevoir la volonté dans le silence, et que le leadership doit aller à ceux qui sont « en forme spirituellement » (the spiritually fit). Pendant les années 1938-1958, Buchman est au centre de toutes les décisions. C'est lui qui lance les grandes initiatives comme par exemple la campagne du Réarmement moral en Allemagne de 1948 à 1952 qui mobilise des centaines de personnes en réponse à l'appel des hommes politiques allemands venus à Caux en 1947. Lorsque l'initiative vient des équipes locales, on sollicite un avis de Frank Buchman avant de passer à l'action, comme pour l'achat de l'ancien Caux-Palace ou de la mise à disposition du Réarmement moral de la maison de famille de Robert et Diane de Watteville à Boulogne-Billancourt. Le style personnel de leadership de Buchman n'est toutefois pas charismatique : il ne préside pas les réunions, préférant se tenir en retrait et laisser parler ses proches, et il consulte la petite équipe qui l'entoure avant de prendre ses décisions.
Le mécanisme de contrôle, informel mais non caché, qui reliait Buchman (ou plus tard Howard) au moindre membre d’un groupe local ou d’une équipe de travail reposait sur la pratique du « partage » (sharing) et de la « vérification » (checking), pratique qui semble avoir été développée par le Groupe d'Oxford pour éviter l'errement attribué à l'antique hérésie montaniste : un foisonnement de « prophètes » revendiquant leur inspiration directe par l’Esprit saint. Les idées conçues dans le silence devaient donc être « vérifiées » d’une part à la lumière des quatre critères moraux absolus et d’autre part auprès de personnes plus expérimentées. Ce mécanisme instituait de facto un contrôle par les dirigeants des idées et des actions de tous, au travers de l’enchaînement des « partages » et des « vérifications » : au sein du groupe local, puis entre les dirigeants ou permanents locaux et les dirigeants nationaux, et finalement avec Buchman lui-même. Sans aucun pouvoir matériel, les dirigeants disposaient cependant d’un levier d'autorité très efficace, à savoir la possibilité de retirer approbation, amitié et confiance à des membres qui avaient consenti un investissement émotionnel, financier et personnel considérable dans le mouvement. Bien que ce système ait pu être considéré comme sectaire, il demeure qu'il était au fond plus facile de quitter le mouvement que d'y rester, en particulier pour les permanents qui devaient vivre avec l'incertitude - ou la foi - que suppose un mode de vie financièrement précaire. Source de cohésion et de coordination jusqu'à un certain point, le checking a donc aussi constitué une faiblesse du mouvement.
À partir de 1958, la dynamique du mouvement se grippe lorsque Buchman, diminué par la maladie, se retire à Tucson, en Arizona, ce qui le rend plus difficile d'accès aux membres du mouvement.
À son décès en 1961, il est remplacé par celui qui apparaît comme son successeur naturel, le journaliste et écrivain anglais Peter Howard, qui donne une nouvelle impulsion au mouvement, dans un style assez différent, plus charismatique et plus incisif.
La mort inattendue de Peter Howard en 1965 place le mouvement devant la nécessité de passer à une direction collective, ainsi que Buchman l'avait espéré, mais cela ne va pas sans mal, et le mouvement fait alors l'expérience de la division (voir ci-dessus Up with People).
À partir de 1965, le réseau mondial du Réarmement moral est donc constitué de divers groupes nationaux dont certains ont créé au cours des années précédentes une structure juridique ad hoc, notamment pour administrer leurs biens immobiliers (c'est le cas de la Suisse en 1946 et de la France en 1952). Ils n'ont aucun lien organique entre eux, ni aucune coordination formelle. Les consultations entre les leaders nationaux et vétérans de l'équipe de Frank Buchman sont informelles et n'ouvrent que ponctuellement à des initiatives internationales. Cette situation qui empêche aussi toute représentation du mouvement auprès des grandes organisations internationales conduit les dirigeants du Réarmement moral à mettre en place tous les 3 ou 4 ans un système de consultations mondiales, dont la première a eu lieu en 1989. Ces consultations, qui regroupent généralement 30 à 35 participants et durent typiquement une semaine, ont pour but d'identifier les questions importantes pour le mouvement dans le monde entier et de recommander des lignes d'action. Les participants sont proposés par les équipes nationales du Réarmement moral, la sélection finale étant assurée par un comité directeur ad hoc afin de garantir le meilleur équilibre entre les sexes, les âges et les cultures. Ces consultations désignent un Conseil international chargé d'assurer une supervision morale des activités du mouvement. Elles concluent aussi à la nécessité de fédérer toutes les branches nationales au sein d'une entité internationale, ce qui sera fait en 2002 peu après le changement de nom qui met fin à l'existence du Réarmement moral.

## Critique

### Dans les milieux politiques
Dans les années 1950, le Réarmement moral a été régulièrement attaqué par le service étranger de Radio Moscou. En novembre 1952, cette radio déclare par exemple : « Le Réarmement moral substitue à l'inévitable lutte des classes la lutte permanente entre le bien et le mal » et « a le pouvoir d'attirer des esprits révolutionnaires radicaux. »
En Angleterre, l'un des critiques les plus virulents du Réarmement moral est le journaliste et homme politique Tom Driberg, que tout oppose au Réarmement moral : il est tout à la fois conservateur sur le plan religieux (il est membre militant de la Haute Église anglicane), membre du Parti communiste de Grande-Bretagne (puis du Parti travailliste qu'il présidera brièvement en 1957-1958), et soupçonné d'être un espion soviétique. En outre, il mène une vie particulièrement dissolue voire scandaleuse elle aussi aux antipodes des idées du Réarmement moral,, ce qui alimente l'antagonisme entre eux dès ses premiers reportages en 1928 et jusqu'à la parution d'un livre très critique en 1964,.
En Suisse, le Parti ouvrier et populaire vaudois attaque le Réarmement moral en 1963-1964 alors que son image est ébranlée par une polémique avec la Gazette de Lausanne et obtient la suppression de son exonération fiscale en 1964, ce qui provoque le départ du siège de la Fondation suisse pour le Réarmement moral pour le canton de Lucerne qui lui fait bon accueil en raison de sa bonne réputation, notamment depuis que l'entreprise lucernoise Anliker, appliquant le principe d'honnêteté absolue, a restitué des montants importants au fisc.

### Dans les milieux religieux
Le théologien catholique John Hardon (en) a affirmé que les idées politiques du mouvement étaient naïves, car elles semblaient supposer que le réveil moral résoudrait « les problèmes sociaux qui ont tourmenté l'humanité depuis l'origine de l'humanité » et il affirme aussi que le Réarmement moral est un mouvement religieux indépendant de l'Église catholique, et que les catholiques ne peuvent donc en aucun cas coopérer avec lui. En outre, le Saint-Office est méfiant à l'égard de ce mouvement d'origine protestante qui attire certains catholiques, et lui fait reproche de verser dans l'indifférentisme et le syncrétisme. Des mises en garde formelles sont publiées par le cardinal Ildefonso Schuster en 1952 puis par le cardinal Suenens en 1953. Par la suite d'autres catholiques ont adopté un point de vue différent. Plusieurs cardinaux ont été proches du Réarmement moral, notamment Eugène Tisserant (1884-1972), Achille Liénart (1884-1973), évêque de Lille, Richard Cushing (1895-1970), archevêque de Boston de 1944 à 1970 ou Franz König (1905-2004). Ce dernier, archevêque de Vienne, écrivit en 1993 que « Buchman a été un tournant dans l'histoire du monde moderne à travers ses idées. »
Un certain nombre de critiques proviennent également des milieux protestants. Reinhold Niebuhr et Dietrich Bonhoeffer considèrent eux aussi que le Réarmement moral fait preuve de naïveté lorsqu'il s'adresse aux politiques, particulièrement quand il a cherché à « convertir Hitler ». Le théologien protestant suisse Emil Brunner et plusieurs autres théologiens ont néanmoins été proches du Réarmement moral. Klaus Bockmühl, professeur de théologie et d’éthique à Regent College à Vancouver, écrivit : « le génie du Réarmement moral est de mettre la substance spirituelle centrale du christianisme sous une forme laïque et accessible, et d’en faire la démonstration de manière souvent plus spontanée et plus puissante que ne le font les Églises. D’où l’insistance sur les quatre critères moraux absolus. Mais la direction par l’Esprit saint est tout autant essentielle… Le génie est dans l’équilibre des deux. »

### Autres
L'actrice Glenn Close, dont les parents faisaient partie du mouvement et l'ont laissée pendant de longs mois dans une sorte de pensionnat tenu par des membres du mouvement, en a décrit l'atmosphère comme sectaire. Au total, une quarantaine de jeunes enfants de permanents du Réarmement moral ont été scolarisés dans cette petite école internationale de Caux pendant les 10 ans où elle a fonctionné, de 1955 à 1965, alors que leurs parents participaient à des campagnes dans des pays plus ou moins lointains. La grande majorité de ces enfants étaient anglophones, souvent de père britannique, venant d'une culture où la mise en pension de jeunes enfants était coutumière, particulièrement dans les familles de militaires ou de missionnaires. Certains ont gardé de ces années un bon souvenir, un bon niveau de français et un entraînement précoce au ski, mais beaucoup ont souffert d'un sentiment d'abandon et font état de diverses séquelles.

## Influence

### Dans les relations internationales
Après la guerre, le Réarmement moral a joué un rôle non négligeable dans la réconciliation franco-allemande au travers de ses conférences à Caux et de son travail au sein des industries du charbon et de l’acier des deux pays. Le chancelier allemand Konrad Adenauer se rendait régulièrement aux conférences du Réarmement moral à Caux et Frank Buchman permit d’établir la confiance entre lui et le ministre français des Affaires étrangères Robert Schuman à un moment où, sous la pression des partis nationalistes, divers projets de démembrements de l'Allemagne pesaient lourdement sur les relations franco-allemandes. En reconnaissance de ces services, Buchman fut fait Chevalier de la Légion d'honneur par le gouvernement français et grand croix de l’ordre du Mérite par le gouvernement allemand. Les contacts de Buchman avec des Allemands opposés au nazisme avant la guerre ont joué un rôle important pour faciliter les contacts et la réconciliation après la guerre.
Frank Buchman avait réuni une importante équipe du Réarmement moral à San Francisco lors de la première conférence des Nations unies en 1945. La résolution d'un conflit à propos de la gestion des territoires sous tutelle (chapitre XIII de la charte des Nations unies), débloqué par le changement d’attitude du général philippin Romulo, est attribué au Réarmement moral.
Le Réarmement moral a aussi facilité la réintégration du Japon dans le concert des nations. En 1950, une délégation de 76 Japonais, dont plusieurs parlementaires représentant les principaux partis politiques, sept gouverneurs de préfectures, les maires de Hiroshima et Nagasaki et des dirigeants de l’industrie, de la finance et des syndicats se rend au centre de conférence de Caux puis en Amérique, où leur porte-parole, Chorijuo Kurijama, prend la parole devant le Sénat en demandant pardon pour « la grande erreur du Japon ». En 1957, le premier ministre japonais Nobusuke Kishi fait une tournée d’excuses auprès de neuf nations du Sud-est asiatique. À son retour à Tokyo, il déclara à la presse : « J’ai été impressionné par l’efficacité du Réarmement moral pour créer l’unité entre des peuples qui ont été opposés. J’ai fait moi-même l’expérience du pouvoir d’excuses sincères pour guérir les blessures du passé. » L'empereur Hirohito décernera à Frank Buchman l'Ordre du Soleil levant (2e classe) en 1955,.
En 1955, une crise diplomatique qui oppose depuis 1953 l’Allemagne et le Danemark à propos de leurs minorités respectives de part et d’autre de la frontière du Schleswig-Holstein est résolue à la suite d’une réunion discrète entre deux personnalités qui ont participé à des rencontres à Caux, le ministre des Affaires étrangères danois Ole Bjørn Kraft et le ministre fédéral allemand Heinrich Hellwege. Le 29 mars 1955, le compromis trouvé, qui garantit les droits des deux minorités, est officialisé sous le nom de « Déclaration Bonn-Copenhague » par le chancelier allemand Konrad Adenauer et le premier ministre danois Hans Christian Hansen, levant ainsi l’opposition du Danemark à l’entrée de la République Fédérale d’Allemagne dans l’OTAN.
En 1968-1969, la venue à Caux de sept délégations du Haut-Adige permet de résoudre le conflit interculturel dur qui pénalisait cette province italienne en partie germanophone.
L'influence positive du Réarmement moral pour créer le dialogue et éviter les violences est documentée dans plusieurs épisodes de la décolonisation : Tunisie, Maroc, Cameroun, Kenya et, au début des années 1980, Zimbabwe.

### Dans l'économie
Le Réarmement moral a été très actif dans le monde de l'économie. Buchman estimait que Direction et salariés pouvaient « travailler ensemble comme les doigts sur la main », à condition de libérer les cœurs et les esprits de ces personnes des motivations égoïstes ou des préjugés qui empêchent d'arriver à des solutions justes et conduisent à des conflits sociaux.
Des syndicalistes ont rendu hommage à l'apport du Réarmement moral et à la formation reçue par les syndicalistes à son contact : William Grogan, vice-président international du syndicat des travailleurs du transport (Transport Workers Union ) ou Evert Kupers (nl), président pendant 20 ans du NVV (Nederlands Verbond van Vakverenigingen, Confédération néerlandaise des syndicats professionnels ). Le Français Maurice Mercier, secrétaire-général de la Fédération du Textile du syndicat Force Ouvrière, déclare : « la lutte des classes, aujourd'hui, veut dire une moitié de l'humanité contre l'autre, chacune disposant d'un appareil de destruction formidable (...) Pas un cri de haine, pas une heure de travail perdue, pas une goutte de sang versée, c'est là la révolution à laquelle le Réarmement moral convie patrons et ouvriers ». Il faut dire qu'il avait rencontré au travers du Réarmement moral une personnalité du patronat français, Robert Carmichael, préoccupée de justice sociale et internationale. Grâce à l'action de Maurice Mercier et à ses contacts de confiance dans le patronat sont signés, le 1er février 1951, la première convention collective de branche signée en France, laquelle relève de 15 % les salaires des 600 000 ouvriers que compte alors la branche, puis les accords de branche du 9 juin 1953, qui permettent des augmentations de salaire de 8 % par an, l'accord d'une semaine supplémentaire de congés payés et de cinq jours fériés, la création d'une caisse de retraite complémentaire, d'une école de formation syndicale et d'un organisme de contrôle pour surveiller l'application de l'accord.

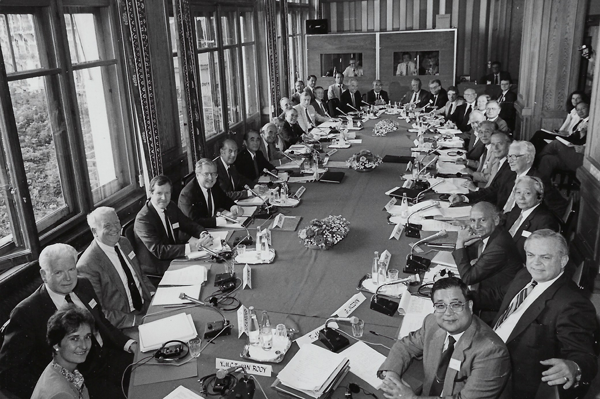
Première réunion de la Table ronde de Caux en 1986.

Des rencontres « L'Homme et l'économie » ont réuni annuellement à Caux depuis 1973 des acteurs de l’économie, pour leur permettre d’échanger sur leurs pratiques dans le domaine éthique et humain, et d’envisager ensemble comment faire changer les entreprises, notamment sur les questions sociales et environnementales, et face à la pauvreté, à la corruption et à l'exclusion sociale,.
Ces rencontres ont notamment permis le développement de la Table ronde de Caux qui a réuni à partir de 1986 des PDG et des dirigeants de grands groupes internationaux sous la présidence conjointe de Frits Philips, président de Philips, Olivier Giscard d'Estaing (cofondateur de l'INSEAD) et Ryuzaburo Kaku, président de Canon. Aujourd'hui, les principes de la table ronde de Caux pour la conduite des entreprises, un code de conduite établi en commun par des Américains, des Européens et des Japonais, sont mis en œuvre par les entreprises de nombreux pays,.

## Archives
Des fonds d'archives ont été déposées dans les institutions suivantes :
- archives du Réarmement moral anglais (toujours désigné comme The Oxford Group, le « Groupe d'Oxford ») à la bibliothèque bodléienne
- archives du Réarmement moral américain à la Library of Congress () et dans le fonds Burke à la bibliothèque de Union Theological Seminary, à New York
- archives du Centre international de rencontres de Caux aux Archives cantonales vaudoises (Suisse)[136].